# Aspidonitys intermedia
Aspidonitys intermedia är en insektsart som beskrevs av Victor Lallemand 1932. Aspidonitys intermedia ingår i släktet Aspidonitys och familjen Eurybrachidae. Inga underarter finns listade i Catalogue of Life.